# Gögginger Tor

Das Gögginger Tor mit dem Torturm von Elias Holl kurz vor seinem Abbruch 1862

Das Gögginger Tor (auch Göggingertor geschrieben) war ein Stadttor der äußeren Stadtumwallung im Westen der Augsburger Innenstadt. Es befand sich an der Stelle des heutigen Königsplatzes am Göggingerwall und diente als Stadtausgang nach Südwesten, über Memmingen zum Fernverkehr zum Bodensee, in die Schweiz und nach Frankreich. Es ist nach dem in dieser Richtung vor Augsburg gelegenen Dorf Göggingen benannt, das 1969 zur Stadt erhoben wurde und heute ein eingemeindeter Stadtteil Augsburgs ist.

## Geschichte

Abtragung der Erdbastion des Gögginger Tors, um 1860

Das Gögginger Tor wurde mehrfach im Lauf der Geschichte um- und neugebaut.
Der zunächst einfach gehaltene erste bekannte Torbau wurde ungefähr im 12. Jahrhundert errichtet und 1320 bis 1332 völlig neu aufgebaut. Meister Hermann bemalte das Gögginger Tor im Jahr 1362. 1368–1369 und 1388 erfolgten Erweiterungen des Tors mit Graben und Schlagbrücke. Mitte des 15. Jahrhunderts wurde ein Gefängnis angeschlossen und 1443–1445 der Turm erhöht. 1447 wurde das Gögginger Tor durch Hans Mang neu bemalt und 1458 mit glasierten Ziegeln eingedeckt. Der Turm wurde 1498 durch Peter Apt erneut bemalt. 1544 erfolgte zunächst der Bau der Rundbastei, im Jahr 1581 dann der Neubau des Torturmes mit Vortor durch Martin Zwickel.
Der Augsburger Stadtbaumeister Elias Holl begann 1605 mit dem Bau der Brücke und der Erweiterung der Bastei. Vermutlich 1622 erbaute er nach Abbruch des Turms auch den Torturm neu, fast in Kopie des Roten Tors, das er kurz zuvor fertiggestellt hatte. Bei einer Beschießung im Spanischen Erbfolgekrieg wurde das Tor im Dezember 1703 beschädigt, danach wiederhergestellt. Die Bastei wurde 1704 abgebrochen, jedoch 1732 wieder errichtet.

## Abriss des Gögginger Tors
Nachdem zur Mitte des 19. Jahrhunderts westlich der Altstadt der Augsburger Hauptbahnhof angelegt wurde und die Bahn immer mehr an Bedeutung gewann, entstand der Wunsch, die Stadt besser mit dem Bahnhof zu verbinden; gleichzeitig wollte man die als beengend empfundene mittelalterliche Stadtbefestigung abbrechen. Im März 1860 gab König Maximilian II. sein Plazet nach jahrelangem Insistieren der Fuggerstädter. Die „sofortige Einlegung der Festungsbauwerke beim Gögginger Tor“ wurde als erstes gestattet.
Die Erdbastion wurde ab dem Herbst 1860 abgetragen und der Stadtgraben an dieser Stelle verfüllt. Im Januar 1861 lag dann das Zugeständnis vor, Wälle, Gräben und Stadtmauer zu beiden Seiten des Gögginger Tores auf eine Länge von 500 Schritt zu schleifen. Im Juni 1862 fiel der Torturm. König Ludwig II. hob am 12. Januar 1866 schließlich endgültig die Festungseigenschaft Augsburgs auf. Als Dank für die Erlaubnis zum Abbruch der Stadtbefestigung gaben die Augsburger dem neu entstandenen Areal (bis dato „Gögginger-Tor-Platz“ genannt) am 17. Juli 1869 den Namen „Königsplatz“.

## Nach dem Abriss

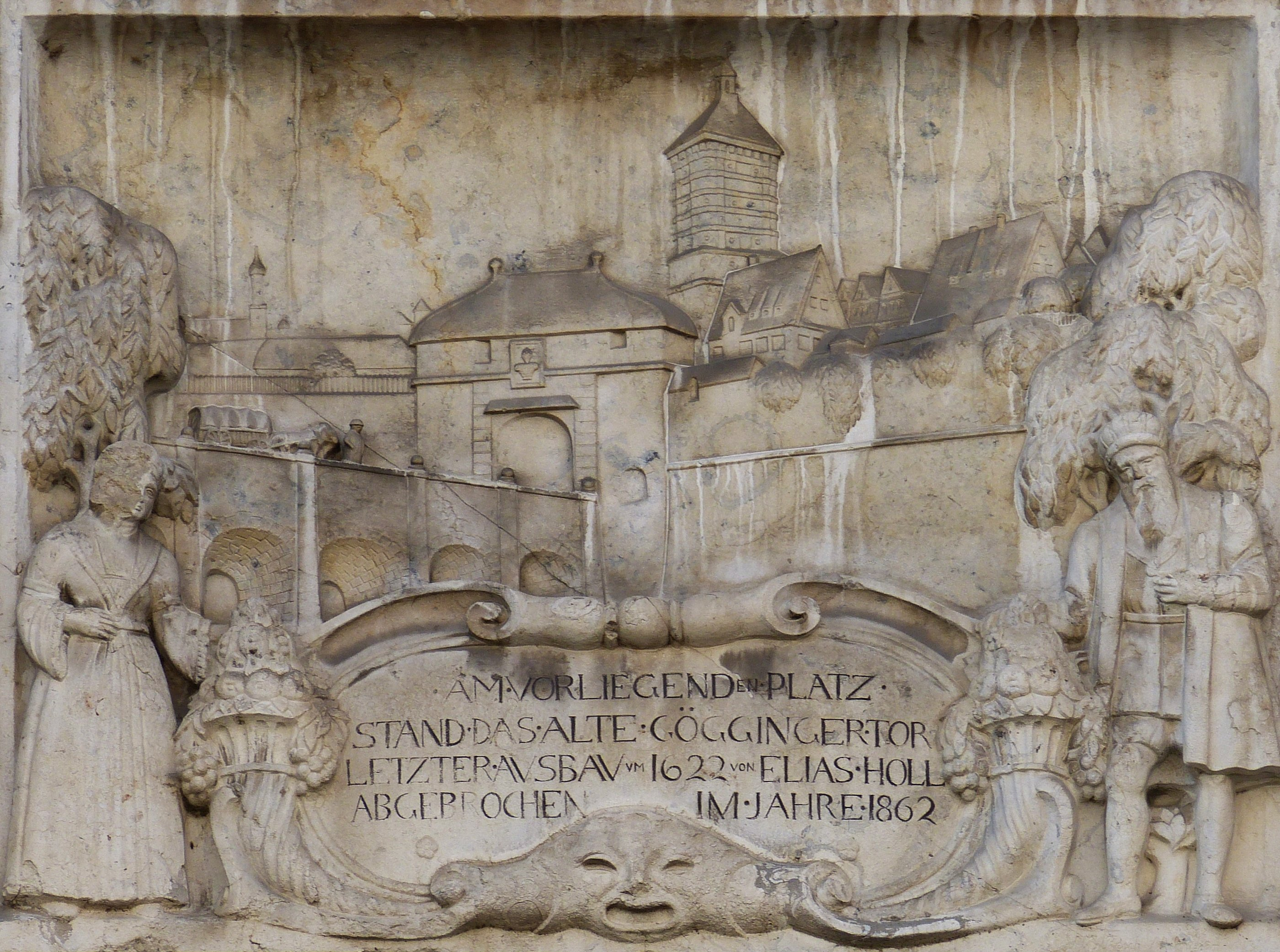
Steinrelief zur Erinnerung an das abgerissene Gögginger Tor

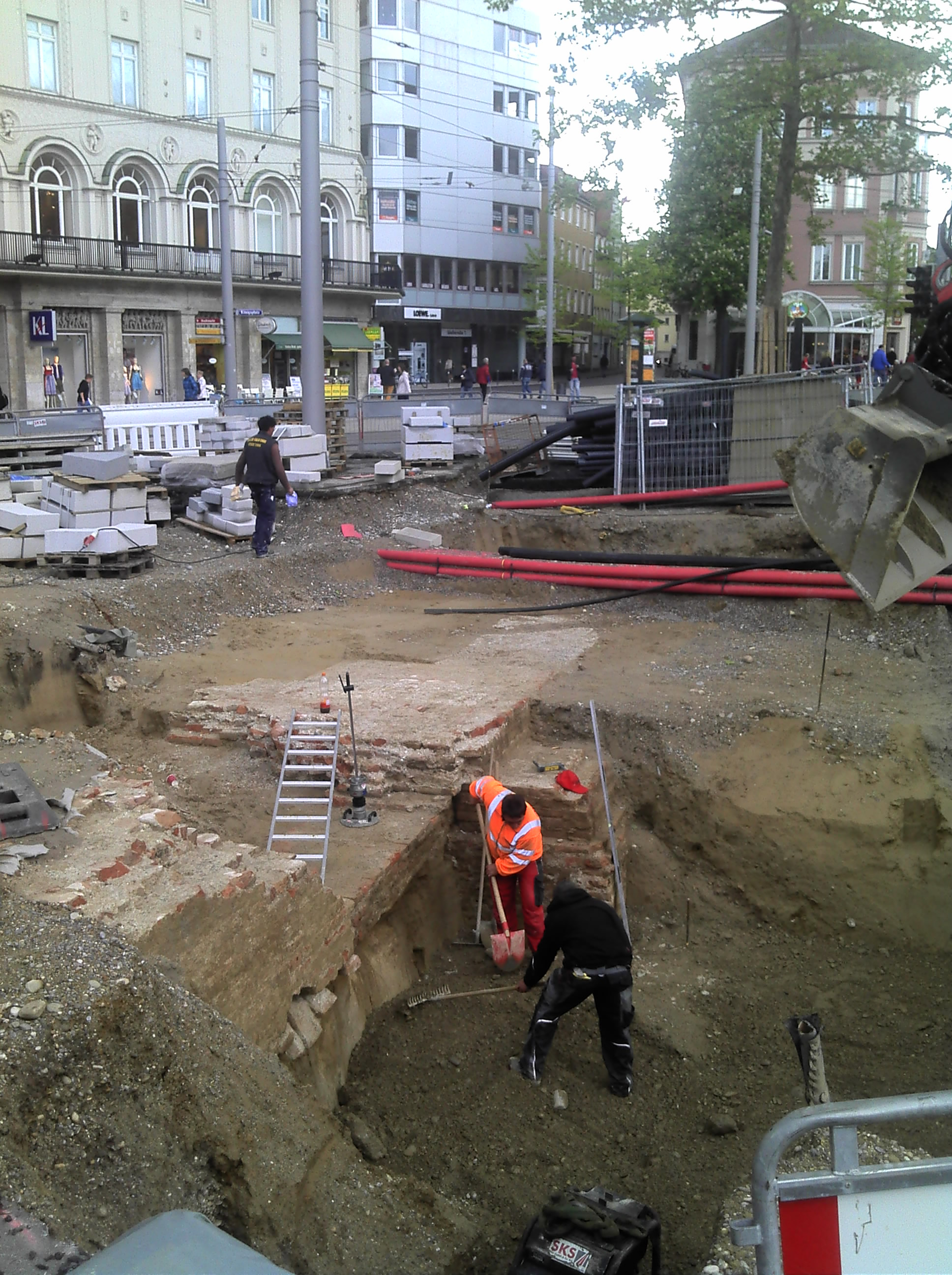
Mauerfundamente am ehemaligen Gögginger Tor (2014)

Die Bürgermeister-Fischer-Straße, die den ehemaligen Standort des Gögginger Tors am Königsplatz mit dem Moritzplatz verbindet, war im 19. Jahrhundert noch nicht vorhanden. Ihr Bau, der den Abbruch von 30 Häusern auslöste, wurde 1903 beschlossen und die neue Straße wurde 1906 durchgebrochen. Die vom Königsplatz aus gesehene linke Seite der Bürgermeister-Fischer-Straße flankiert der von Hans Schnell 1912–1915 erbaute fünfgeschossige Riegele-Block, die ehemalige Brau- und Gaststätte des Brauhaus Riegele. Ihm gegenüber wurde der von Walter Krauss und Hermann Dürre ebenfalls fünfgeschossige Königsbau errichtet, der ein Kaufhaus beherbergt. Beide Gebäude stehen heute unter Denkmalschutz. Über der Eingangstüre zur Adresse Bürgermeister-Fischer-Straße 9–11 wurde eine steinerne Reliefplatte eingelassen, die an das abgerissene Gögginger Tor erinnert.
Ab 1905 entstand an der Stelle des ehemaligen Gögginger Tors ein Straßenbahndreieck, in dessen Mitte 1914 ein runder Pavillon errichtet wurde, der seiner Form wegen als „Pilz“ bekannt war. Er diente zum Fahrkartenverkauf und als Wartehäuschen.
1976–1977 wurde das Straßenbahndreieck an die Südseite des Königsplatzes umverlegt und der „Pilz“ abgerissen. An seiner Stelle wurde im Jahr 1985 zur 2000-Jahr-Feier der Stadt Augsburg der Manzù-Brunnen errichtet.